# Iablunivka, Korsun-Șevcenkivskîi
Iablunivka (în ucraineană Яблунівка) este un sat în comuna Dațkî din raionul Korsun-Șevcenkivskîi, regiunea Cerkasî, Ucraina.

## Demografie
Componența lingvistică a localității Iablunivka
     Ucraineană (95,94%)
     Rusă (3,68%)
     Alte limbi (0,39%)
Conform recensământului din 2001, majoritatea populației localității Iablunivka era vorbitoare de ucraineană (95,94%), existând în minoritate și vorbitori de rusă (3,68%).